# Islands Brygge
 For alternative betydninger, se Islands Brygge (flertydig). (Se også artikler, som begynder med Islands Brygge)
Islands Brygge (eller Bryggen) er en bydel i København på nordvest Amager. Bydelen har 13.830 indbyggere og er en del af den administrative bydel Amager Vest. Islands Brygge afgrænses mod nord af Stadsgraven, mod vest af Københavns Havn, mod syd af Nokken og mod øst af Amager Fælled.
Islands Brygge er skabt ved gentagne opfyldninger fra 1880'erne af det lavvandede område mellem Amager og Sjælland. Den første opfyldning tættest på Langebro blev brugt af Forsvaret til det nye tøjhus, hvor opfyldningerne syd for Ny Tøjhusgrunden blev brugt til boliger og opfyldningerne syd for Sturlasgade til industri. I første halvdel af det 20. århundrede var den havnenære og den sydlige del af byområdet præget af megen industri, bl.a. Dansk Sojakagefabrik. I anden halvdel af århundredet blev disse industrier i stor stil nedlagt, og hen imod slutningen af århundredet lå der mange tomme bygninger. Efter år 2000 er der sket en omfattende nybygning på de gamle industri- og forsvarsarealer, så bydelen nu fremtræder med en blanding af mange ældre boliger og diverse butikker mod nord og nye boliger og kontorbygninger centralt og mod syd i Havnestaden og Islands Brygge Syd. Langs havnen er Havneparken blevet etableret.
Nogle af de største virksomheder i området er hovedkvartererne for HK/Danmark, KL, Deloitte og Radisson Blu Scandinavia Hotel langs Amager Boulevard. De er blandt de mest markante som Bryggebroen, Kulturhuset Islands Brygge, Havnebadet, Gemini Residence, Wennbergsiloen og A-huset.

## Geografi
Byområdet Islands Brygge har ikke en officiel afgrænsning. Den omtrentlige afgrænsning af området følger mod nord Stadsgraven, mod vest Københavns Havn, mod syd Nokken og mod øst Amager Fælled. Grænserne mod nord, vest og delvis øst er naturlige grænser. Nord for Amager Fælled og øst for Artillerivej ligger Statens Serum Institut (den tidligere Artillerivejens Kaserne), Moskegrunden, Faste Batteri, den nu nedlagte Politiskole, en metrostation og Skolen på Islands Brygge. Arealerne henregnes normalt til Islands Brygge, selv om de ligger på den østlige side af Artillerivej. Byområdet kan yderligere opdeles i tre underområder:

### Islands Brygge Nord
Islands Brygge Nord er området fra Amager Boulevard i nord til Sturlasgade i syd. Området er skabt ved de første opfyldninger og huser de ældste bygninger.
De gamle militære bygninger på Ny Tøjhusgrunden mod nord er revet ned, og der er bygget erhvervsbygninger langs Amager Boulevard og boliger bagved efter år 2000. Syd for ligger det traditionelle Islands Brygge med traditionelle københavnske boligkarreer fra begyndelsen af det 20. århundrede, der huser lejligheder, småbutikker og offentlige institutioner. I tilknytning til boligområdet ligger kirken på Islands Brygge, Kulturhuset Islands Brygge og Havneparken med Havnebadet. Syd for boligerne ligger kontorbygninger og Københavns Hestedrosche på grænsen til Havnestaden.

### Havnestaden
Fra Sturlasgade i nord til Drechselsgade i syd ligger Havnestaden. Inden byudviklingen begyndte syd for Drechselsgade kaldtes området Islands Brygge Syd. Området husede tidligere Dansk Sojakagefabrik, men er nu udviklet i en samlet plan med nye bygninger til boliger og erhverv. Enkelte af de oprindelige bygninger er bibeholdt og ombygget for at kunne genanvendes som Gemini Residence, Wennbergsiloen og Zeppelinerhallen. Der er ligeledes bygget en lystbådehavn og Bryggebroen, der fører til Vesterbro.

### Islands Brygge Syd
Islands Brygge Syd (også kaldet Artillerivej Syd) er afgrænset i nord af Drechselsgade og mod syd af Nokken. Ved udbygningen af området i 2014 til det nuværende boligkvarter, fik området navnet Havneholmen (efter Havnestaden jf. ovenfor). Området er endnu ikke fuldt udbygget, men alle ledige byggegrunde er i 2019 projekteret, og de sidste boligkarreer forventes udbygget i 2022. Domineret af moderne ejerboliger som attraktive rækkehuse, etagebyggerier og højhuse, hvoraf mange har udsigt til havnen og/eller den kunstige strand og badesø "Havnevigen", er området et tydeligt eksempel på den hastige socio-økonomiske forandring, København oplevede efter boligsaneringen tog fat i 1990'erne og i særdeleshed forvandlingen af Københavns havnefront fra udtjent industri til attraktivt boligområde. Nord for vigen viderefører byggerierne en del af den karréstruktur, der findes i den gamle del af Islands Brygge og resten af det centrale København, mens bygninger, veje og grønne områder syd for vigen er mere afrundede og varierede for at skabe en overgang mellem byen og Amager Fælled og Nokken. De 12 højhuse vil gøre området til et af de allertættest befolkede i København. Til gengæld er området samtidig omgivet af Havnen mod vest, Amager Fælled mod øst og Nokken mod syd.
I området ligger også Roklubben SAS, Amager Ro- og Kajakklub, Bryggens Kajak Club, A-huset og Sfinxen.

### Navn
Navnet på området stammer fra byområdets største vej, Islands Brygge, på samme måde, som de fire andre brokvarterer, Amagerbro, Vesterbro, Nørrebro og Østerbro, fik navn efter deres største veje.
Der er to modstridende forklaringer på hvorfra navnet Islands Brygge stammer. Nogle kilder angiver, at navnet stammer fra, at skibene til Island lå til kaj ved Islands Brygge på samme måde som Amerikakaj og Grønlandske Handels Plads angiver, at skibe til henholdsvis Amerika og Grønland primært lå til kaj her.
En anden kilde angiver, at der aldrig har været faste afgange til Island fra Islands Brygge, og at skibe til Island afgik fra kajpladser på Christianshavn. Handel med Island foregik fra Grønlandske handelsplads som handelen med Færøerne, Finmarken og Grønland. Denne kilde mener, at navnet på gaden bare er en del af navngivningsmønstret for de første veje på Islands Brygge, som fik nordatlantiske navne.
Det er sikkert, at de tidlige veje i området blev opkaldt efter islandske byer og sagaer samt en enkelt færøsk by. Det menes, at traditionen med de nordatlantiske navne blev skabt af Axel Heide, som afløste C.F. Tietgen som direktør for Privatbanken og var en af drivkræfterne bag opfyldningen af området. Axel Heide havde tætte bånd til DFDS, som havde skibe opkaldt efter islandske byer.

## Historie

### Den første opfyldning
Langs Amagers nordvestlige kyst lå der til 1600-tallet en stor ubebygget lavvandet strandeng. Den nordligste del af den blev fyldt op i forbindelse med byggeriet af Christianshavn og Københavns volde fra 1620'erne, mens området, der senere skulle blive Islands Brygge stod under vand til 1880'erne. Det faste land begyndte omtrent øst for den nuværende Artillerivej.
I 1880'erne udbyggedes forsvarsværkerne omkring København, da Tøjhuset på Slotsholmen blev for småt. Militæret ønskede at udvide og fik tilladelse til at opfylde et område sydvest for Stadsgraven til brug for et nyt tøjhus. Opfyldningen af arealet, der omtrent afgrænses mod syd af den nuværende Myggenæsgade, foregik i 1887-1888. På det opfyldte land byggedes militære anlæg og skydebaner, bl.a. Ny Tøjhus og Artillerivejens Kaserne.

### Industritiden (1901 – 1940)
Københavns Havn var i slutningen af 1800-tallet blevet meget befærdet med gods og passagerskibe. Det begyndte derfor at knibe med pladsen, og det kneb også med oplagspladser til kul og tømmer. Havnevæsenet ønskede mere plads og så muligheder i det område, der lå syd for militærets opfyldning.
Fra 1901 udvidede Havnevæsenet opfyldningen mod syd. Formålet med den første opfyldning var at skabe lagerplads for kul, tømmer og andet gods, men allerede fra 1905 påbegyndtes byggerierne af de første beboelsesejendomme på områderne, der ikke lå langs havnen. Der blev bygget beboelsesejendomme i stedet for det planlagte erhvervsbyggeri, da beboelsesejendomme var en bedre forretning for bygherrerne. Mange af ejendommene blev tegnet af arkitekten Thorvald Gundestrup. Med etableringen i 1905 er bydelen Islands Brygge sammen med Amagerbro de sidst grundlagte af brokvartererne. De gode tider varede ikke ved, og omkring 1908-1910 gik flere bygherrer konkurs pga. investering i lejligheder på Islands Brygge.
Vej- og jernbaneforbindelsen mellem Amager og Sjælland gik fra etableringen af den første Langebro i 1686 over Christianshavn for at holde forbindelsen inden for Københavns volde. Efter sløjfningen af voldene fra 1850'erne var det ikke længere en prioritet. For at forbedre vej- og jernbaneforbindelsen mellem Amager og Sjælland byggedes i 1903 den nye Christian den IX's bro, som nu gik til Islands Brygge i stedet for Christianshavn, som det var tilfældet med den tidligere og nordligere Langebro. Broen blev hurtigt for lille, og i 1930 byggedes en midlertidig bro, mens etableringen af en ny permanent bro stod på. Den midlertidige bro gik bl.a. under navnet Bryggebroen. Først i 1954 stod Langebro færdig.
Opfyldningerne fortsatte i etaper til 1933, hvor hele området, der i dag udgør Islands Brygge, var inddæmmet.

### Besættelsen (1940 – 1945)
Efter Danmarks besættelse i april 1940 blev der installeret tyske soldater flere steder på Islands Brygge. Artillerivejens Kaserne, Politiskolen, Ballonparken, på Ny Tøjhus og skibe langs kajen. Alligevel blev der udført sabotageaktioner på Islands Brygge. I november 1944 blev Nordisk Fiat-fabrikkerne bombet, og i marts 1945 blev Langebro sprængt i luften. Den 5. april 1945 blev der sprængt en bombe på Hærens geværfabrik med minimum 12 dræbte.
Den 27. januar 1943 blev Bryggen ved et uheld bombet af engelske fly. Flyene var på vej mod Burmeister & Wain på Christianshavn, men tabte nogle bomber over Islands Brygge. På Bryggen var der ikke personskader og kun mindre materiel skade. 2.000 beboere måtte evakueres, mens bomberne blev demonteret. Mindre heldige var tre soldater og en civil, som døde i forbindelse med Operation Safari, hvor tyskerne ville afvæbne og opløse den danske hær og flåde. På Islands Brygge blev den danske garnison i Ballonparken angrebet den 29. august 1943, og tre danske soldater blev dræbt. Den dræbte civile var en ung mand, som blev skudt, da han trådte ud af sin opgang på Artillerivej 58.
Fra 1935- til 50 lå Fregatten Jylland ved kaj ved Langebro og blev bl.a. brugt til sommerophold for provinsbørn. I 1950 skønnede man at brandfaren var for stor, og fregatten blev slæbt til Christianshavn til opmagasinering.

### Efterkrigstid og opblomstring (1945 – i dag)
Efter befrielsen blev militærets tilstedeværelse på Islands Brygge indskrænket. Således blev Faste Batteri nedrevet og Ballonparken indrettet til mandligt kollegium i 1947, og i 1976 blev de fleste militære bygninger på Ny Tøjhusgrunden nedrevet efter militærets udflytning i 1973. Ikke alle de militære bygninger blev dog nedrevet, og allerede fra 1971 gik beboerne sammen og krævede, at en af de tilbageværende bygninger på Ny Tøjhus blev indrettet som beboerhus. Det skete i 1981, hvor Nordens største beboerhus, Gimle, blev etableret. Gimle måtte dog vige i 2001 for udbygningen af Ny Tøjhusgrunden. Der blev også indrettet teknisk skole i Geværfabrikken, men skolens aktivitet ophørte ved nedrivningen i 1990. Bortset fra beboerhuset, nogle mindre bygninger og det i 1973 byggede Radisson Hotel og en benzinstation i den østlige ende forblev grunden ubebygget.
På det øvrige Islands Brygge fortsatte industriaktiviteterne som før krigen, den nye Langebro tegnet af Kaj Gottlob blev færdig i 1954. Aktiviteten var dog mærket af nedgang, der for alvor satte ind i 1970'erne. Den øvrige industri på Islands Brygge blev langsomt afviklet. Dansk Sojakagefabrik fraflyttede Islands Brygge i 1991 efter en del år med underskud efter ekstraktionsanlægget eksploderede i 1980. Ligeledes fraflyttede andre virksomheder i årene før og efter, og der var nu store områder både nord og syd for de mange boliger mellem Ny Tøjhusgrunden og Sturlasgade, der havde begrænset anvendelse.
I 1984 blev kimen lagt til Islands Brygges omdannelse fra arbejderbydel med mange små boliger og en del halvtomme industriarealer til et moderne boligområde med kontorerhverv, da beboerne etablerede Havneparken. I begyndelsen af halvfemserne var Islands Brygge vidne til en større kamp mellem ejendomsspekulanter om kontrollen med de lejligheder, som ejedes af Christianshavns Oplagspladser og senere af Ejendomsselskabet Norden. Klaus Riskær Pedersen var en meget aktiv spiller, og Bryggebladet blev bl.a. etableret i forbindelse med kampen imod spekulanterne som et lokalt talerør. I den forbindelse blev de gamle lejeboliger i den nordlige del ejet af Ejendomsselskabet Norden sat til salg. De fleste af dem blev købt af beboerne som andelslejligheder.
Op til år 2000 fik de stigende boligpriser i København entreprenører og andre til at interessere sig for det store havne- og bynære område med nedlagt industri. Kommunen udarbejdede først lokalplaner for den nordlige halvdel af Islands Brygge (Ny Tøjhusgrunden og Havnestaden) i 2000. I 2006 blev den første lokalplan vedtaget for Islands Brygge Syd/Artillerivej Syd. Justeringer i 2014 og 2017 af lokalplanen begrænsede anvendelsen til i højere grad at være beboelsen end erhverv. Nye boliger og erhverv blevet bygget: i syd en lystbådehavn, Gemini Residence og Sundhedsstyrelsen samt andre boliger og erhverv og i nord domiciler for SimCorp, HK/Danmark, KL, Deloitte og boliger.

## Demografi
Antallet af faste beboere på Islands Brygge var fra militærets første opfyldning til 1905 meget lavt, da der kun var de beboere, som boede fast på militærets område. Fra 1905 til midt i 1930'erne steg befolkningstallet kraftigt og toppede med 13-15.000 indbyggere. Mere usikre kilder angiver 15-20.000 indbyggere.
I takt med at befolkningen ønskede flere kvadratmeter beboelse pr. person, faldt befolkningstallet til midt i 1990'erne for at nå et lavpunkt på omkring 6.400 i 1994. Fra slutningen af 1990'erne har befolkningstallet været stigende i takt med omdannelsen af de gamle industribygninger til nye boliger. Alene fra 2004 til 2006 kom der 27 % flere indbyggere på Islands Brygge. I 2015 ligger indbyggertallet på omkring 14.000 indbyggere eller omkring det dobbelte af antallet, da det bundede. I den sammenhæng skal man dog være opmærksom på, at det område, der nu er bebygget med boliger, også omtrent er fordoblet.  Hele Københavns Kommune har 659.350 indbyggere  (2024).
I takt med udbygningen af de nye boligområder i den sydlige del af Islands Brygge og gentrificeringen af den nordlige del, har den aldersmæssige og socioøkonomiske sammensætning forandret sig markant. Fra at være et traditionelt arbejderkvarter med en aldrende befolkning, er Islands Brygge i dag et ungt område med en høj andel af studerende og folk med lange uddannelser og høje indkomster. Fx har Bryggen i dag 10,5% indbyggere over 60 år (25% for DK). 10,5% har en hustandsindkomst på over 1,3 mio. kr. (5% i DK) og 22,5% tilhører overklassen (9% i DK). 
Hvor det er muligt, er antallet opgjort som befolkningstallet i rode 329-334 og 337 eller til 2016 Islands Brygges Sogn, da det passer med artiklens definition af Islands Brygge.
| År   | Indbyggere | Reference(r) |
| ---- | ---------- | ------------ |
| 1905 | 55         | [ 48 ]       |
| 1911 | 3.952      | [ 49 ]       |
| 1916 | 4.694      | [ 48 ]       |
| 1925 | 12.516     | [ 50 ]       |
| 1927 | 14.000     | [ a ]        |
| 1928 | 14.674     | [ 41 ]       |
| 1930 | 13.372     | [ 42 ]       |
| 1935 | 11.987     | [ 53 ]       |
| 1940 | 11.691     | [ 54 ]       |
| 1945 | 11.467     | [ 55 ]       |
| 1950 | 11.182     | [ 56 ]       |
| 1955 | 10.481     | [ 57 ]       |
| 1960 | 9.905      | [ 58 ]       |
| 1965 | 9.400      | [ 59 ]       |
| 1976 | 7.788      | [ 60 ]       |
| 1980 | 7.219      | [ 60 ]       |
| 1985 | 6.704      | [ 60 ]       |
| 1990 | 6.384      | [ 60 ]       |
| 1993 | 6.450      | [ 61 ]       |

| År   | Indbyggere | Reference(r)       |
| ---- | ---------- | ------------------ |
| 1994 | 6.392      | [ 61 ]             |
| 1995 | 6.523      | [ 61 ] [ b ]       |
| 1996 | 6.592      | [ 61 ] [ c ]       |
| 1997 | 6.717      | [ 61 ] [ d ]       |
| 1998 | 6.790      | [ 61 ] [ e ]       |
| 1999 | 6.808      | [ a ] [ 61 ] [ f ] |
| 2000 | 6.822      | [ 60 ]             |
| 2001 | 6.864      | [ 60 ]             |
| 2002 | 6.825      | [ a ] [ 61 ]       |
| 2003 | 6.928      | [ a ] [ 61 ]       |
| 2004 | 7.169      | [ 61 ]             |
| 2005 | 7.708      | [ 61 ]             |
| 2006 | 9.090      | [ 61 ] [ g ]       |
| 2007 | 10.211     | [ 67 ]             |
| 2008 | 10.650     | [ 67 ]             |
| 2009 | 10.965     | [ 67 ]             |
| 2010 | 11.402     | [ 67 ]             |
| 2013 | 13.805     | [ 68 ]             |
| 2015 | 13.830     | [ 2 ]              |

## Infrastruktur og transport

### Veje
De vigtigste forbindelsesveje på Islands Brygge er de nord-sydgående veje Islands Brygge (langs havnen mod vest) og Artillerivej (langs Amager Fælled mod øst) samt den øst-vestgående vej Njalsgade i den nordlige del. Forbindelsesvejene ud af byområdet er Amager Boulevard, Njalsgade og Ørestads Boulevard i den nordlige ende og Artillerivej i den sydlige ende.
Artillerivej er en gammel forbindelsesvej mellem Christianshavn og skydebanerne længere nede på Amager. Den militære forbindelse genkendes i navnet. Artillerivej markerer, hvor den tørre del af Amager omtrent gik til, inden opfyldningerne af Kalveboderne begyndte i slutningen af det 19. århundrede. Inden vejen leder ud i Nokken kan man dreje af og fortsætte ad Lossepladsvej. Tidligere var her et halvfemsgraders sving, som i dag er rettet ud og Artillerivej er forlænget ved at omdøbe Lossepladsvej. Udretningen har forbedret adgangsforholdene for Islands Brygge Syd/Artillerivej Syd. I den nordlige ende har man tilsvarende ombygget krydset mellem Ørestads Boulevard og Njasgde, så Ørestads Boulevard fortsætter direkte fra Ørestad til Amager Boulevard og dermed afskærer Artillerivej. Dette har givet bedre trafikforbindelse til Ørestad fra centrum af København og skabt en plads ved Njalsgade-krydset.
Vejen Islands Brygge er anlagt sammen med opfyldningerne fra 1903 og er blevet forlænget i takt med, at opfyldningerne skred frem. Vejen har givet navn til området. Også denne vej leder ud i Nokken. Vejen blev i 2010 trafiksaneret og den lovlige hastighed sænket i den nordlige ende. Med trafiksaneringen sænkedes ligeledes den reelle hastighed.
Vejene på Islands Brygge var oprindeligt opkaldt efter islandske og færøske byer (Vestmanna, Isafjord m.fl.) og personer fra de islandske sagaer (Leif den Lykkelige, Egil, Gunløg m.fl.). De nye veje i Havnestaden er opkaldt efter tidligere statsministre (Jens Otto Krag, Erik Eriksen, Hans Hedtoft m.fl.), mens de gamle veje i Havnestaden er opkaldt efter mænd med relationer til havnen og de selskaber, som havde industri i området (Axel Heide, Thorvald Borg m.fl.). Den gennemkørende vej på Ny Tøjhusgrunden bryder mønstret, idet den som den eneste i Islands Brygge Nord ikke er opkaldt efter en nordisk by eller en sagafigur, men efter overborgmester Egon Weidekamp.
Navngivningen af vejene i kvarteret ledte i 2012 til en offentlig diskussion, da Københavns Vejnavnenævn besluttede at udelukke de tidligere statsministre Thomas Madsen-Mygdal og Erik Scavenius fra at få opkaldt veje og pladser på Islands Brygge efter sig. De var således de eneste to statsministre siden indførelse af parlamentarismen, som ikke i fremtiden er repræsenteret i kvarteret.

### Offentlig transport
Metrostationen Islands Brygge og en række buslinjer bl.a. 5A og 250S servicerer bydelen.
Efter en del diskussion, blev der i 2009 oprettet et permanent stoppested for Havnebusserne på Islands Brygge. Stoppestedet blev etableret ved Bryggebroen i forbindelse med etableringen af linje 904 mellem Nyhavn og Sluseholmen. De privatejede Vandbusserne fra DFDS har i sommermånederne et stoppested ved Havneparken.
Fra 1903 blev Islands Brygge betjent af sporvognslinje 5 langs Amager Boulevard. Den første offentlige busforbindelse kommer i 1907 hvor linje 8 kørte over Langebro. Det var dog en kortvarig fornøjelse, idet ruten blev afkortet i 1908, så den ikke længere gik til Islands Brygge Fra 1924 får sporvogn 4 endestation på Islands Brygge på Thorshavnsgade. Linjen blev forlænget flere gange, men i 1954 ville man ikke betale for en ombygning af linjen afledt af byggeriet af den nye Langebro, og sporvognen erstattes af buslinje 40. Sporvognslinje 5 fortsatte med at køre langs Amager Boulevard til nedlæggelsen i 1972.
Ud over passagertransport gik der mellem 1903 og 1996 et godsspor fra Amagerbanen gennem bydelen til godsbanegården. Skinnerne fra Amagerbanen kan endnu ses langs Myggenæsgade og ved Havneparken. Syd for Langebro kan man genfinde pillerne, hvorpå skinnerne blev ført over havnen.

### Cykler
Som i de øvrige københavnske indre brokvarterer er der også mange cykler på Islands Brygge. Hovedfærdselsåren for cyklister følger fra Bryggebroen i syd vejen Islands Brygge til krydset ved Njalsgade og derfra langs Njalsgade og Klaksvigsgade/Thorshavnsgade til Langebro og det øvrige Amager. Vejen Islands Brygge og Klaksvigsgade har cykelsti, mens Njalsgade ikke har. Bryggebroen, der blev indviet i 2006, er en kombineret cykel og gangbro til Vesterbro og Fisketorvet.
Der er ligeledes planer om at udvide de Grønne Cykelruter fra kun at være langs vejen Islands Brygge fra Langebro til Bryggebroen til at blive forbundet med de øvrige ruter. Bycyklen har en enkelt parkeringsplads ved starten af Langebro, men det er ikke tilladt at tage cyklen med ud på Islands Brygge.

## Turisme og kultur

### Underholdning og medier
De to vigtigste kulturelle begivenheder på året er Kulturhavn i august og Bydelsfesten i september. Kulturhavn arrangeres i samarbejde med Kalvebod Brygge og har til formål at give de mange folkeoplysende foreninger i København mulighed for at vise, hvad de kan tilbyde . Der er derfor en lang række boder, arrangementer og lignende i perioden. Kulturhavn afløste den rent lokale festival Bryggens Virkelighed, som var afholdt siden 1991. Bydelsfesten blev første gang afholdt i 2005, hvor der blev fejret 100-års jubilæum under navnet Bryggen100. Siden er der afholdt bydelsfester under navnene Bryggen101-104 i 2006-2009.
Teatret Play har ligget på Njalsgade siden 2004, og udover at have teater, stand-up, live musik mv. på programmet er der en teaterskole. Standupperen Christian Fuhlendorff optræder jævnligt.
Kulturhuset Islands Brygge afholder forskellige arrangementer som kunstudstillinger, foredrag, teater mv. Kulturhuset er det lokale forsamlingssted for møder, sportsturneringer og andet. Kulturhuset blev åbnet i 2002 som erstatning for det nedrevne Gimle.
Koncertsalen Mogens Dahl Koncertsal blev indviet i 2005 i Snorresgade.
Islands Brygge Bibliotek har ligget på Njalsgade siden 1966. Biblioteket flyttede dertil fra to sammenlagte lejligheder i Gullfosshus på Artillerivej 70. I forbindelse med at Københavns Kommune i 2007 ville opprioritere enkelte biblioteker, var biblioteket lukningstruet, men overlevede. Hvis man registrerer sig på biblioteket, kan man bruge biblioteket om aftenen og om søndagen.
Fra 1927 til 31. december 1963 lå Bergthorabiografen (418 sæder) i Bergthorasgade hvor Islands-hus blev bygget i 1968. Den eneste anden biograf, der har ligget i området, er biografbåden MS Hela, som lå til kaj fra 1996 til 2004. Biografen var primært for medlemmer, men havde også offentlige fremvisninger i samarbejde med kulturhuset Gimle. Fra 2001-2007 dannede Havnemøllens gamle Silo 52 i Havnestaden ramme om adskillige technofester med op i mod 5.000 besøgende kaldet RAW. Efter nedrivningen af Silo 52 er disse fester flyttet og er bl.a. blevet afholdt på Halvandet og Docken.
Bryggebladet (1993-nu) er det vigtigste nyhedsmedie om Islands Brygge. Siden 2003 udkommer Bryggebladet elektronisk på siden www.bryggebladet.dk. Derudover er Islands Brygge i dækningsområdet for Amager Avisen, Amager Bladet og Lokalavisen Amager. Historisk har der været udgivet en række andre medier på Islands Brygge bl.a. Brygge-Bladet (1915-1980'erne) og BC-Bryggen og Christianshavn.

### Sport
Den første sportsklub, der blev stiftet på Islands Brygge, var Boldklubben Hekla, der blev stiftet i 1926. Klubben har hjemmebane på Hekla Park på Lossepladsvej. Siden da er en række andre foreninger kommet til herunder Amager Ro- og Kajakklub (stiftet 1931), Roklubben SAS, Bryggens Kajak Club (stiftet ) og Artillerivejens Rideklub. Udover disse klubber ligger fitness dk på SAS-hotellet.
I 1964-2010 fandtes en bowlinghal, senest under navnet Bryggens Bowling Center, i Islands Brygge Syd. Centret er blevet lukket med henblik på nedrivning og opførelse af boliger på området.
Arkitekturløbet 2008 arrangeret af Copenhagen X gik gennem byområdet. På Islands Brygge skulle deltagerne løbe forbi Gemini Residence, Bryggebroen og Kulturhuset.
I den seneste årrække er sportsgrenen parkour blevet en del af kulturen på Islands Brygge. Flere og flere bruger Islands Brygge til parkour pga. de gode træningsforhold.

### Cafeer, restauranter og værtshuse
Der er en række cafeer, restauranter og værtshuse på Islands Brygge. Den mest kendte café er Kulturhuset Islands Brygge, men der er også Cafe Alma, Aristo, Saga og Nose Wise. Det er muligt at få servering hos delikatesseforretningen/bageriet Wulff og Konstali. Der er planer om at etablere en café på pladsen ved Gemini Residence. Af restauranter ligger Ceco i Islands Brygge nord samt Madeleines Madhus i Islands Brygge syd. Den nu genåbnede Hatoba, som er en sushirestaurant, hvor Allan Nielsen er medejer, ligger på hjørnet af gaden Islands Brygge og Vestmannagade.
Den første café på Islands Brygge, Café Liberation, blev etableret i 1988 af en gruppe, der senere blev kendt som Blekingegadebanden. Et eventuelt overskud fra cafeen skulle finansiere befrielsesbevægelser i den tredje verden. Cafeen måtte dog lukke allerede i 1989, da flere af gruppens medlemmer kom i fængsel.
Som de øvrige tidligere arbejderbydele i København har Islands Brygge også haft brune værtshuse. Tilbage er dog kun Artillericafeen på Artillerivej og Isbjørnen og Haraldsborg på Islands Brygge. Cafe Langebro var også et brunt værtshus, men har udviklet sig i en mere cafépræget retning.

### Overnatning
Der ligger tre hoteller på Islands Brygge. På hjørnet af Amager Boulevard findes desuden det store Radisson Blu Scandinavia hotel. I Egilsgade findes Hotel Copenhagen. Derudover ligger Stay Copenhagen i den sydlige del af Islands Brygge.

## Skole og uddannelse
Næsten hele Islands Brygge hører til Skolen på Islands Brygge. Som skoledistrikterne er opdelt i øjeblikket hører et mindre område nord for Njalsgade (omtrent rode 336) til Amager Fælled Skole. Inden der blev bygget en skole på Islands Brygge, gik børnene i skole på Amagerbro, Christianshavn eller i Sundbyvester. Skolen på Islands Brygge blev etableret i 1971 med undervisning for 1. til 5. klasse. I 1999 blev skolen udvidet til at dække til 7. klasse og i 2006 til at dække til 9. klasse.
Af øvrige uddannelsesinstitutioner ligger Erhvervsuddannelsesdelen/HG af Niels Brock og Rytteri- & Politihundesektion (1998-2012, efter 2012 kun er det kun Politihundesektionen der har til huse på Islands Brygge) under Københavns Politi på Artillerivej. Derudover ligger Institut for Tværkulturelle og Regionale Studier under Københavns Universitet på Snorresgade.
Tidligere lå en række uddannelsesinstitutioner på Bryggen: På Kigkurren lå Akademiet for Utæmmet Kreativitet (AFUK) (også kaldet Gøglerskolen) (1993-2008) og Københavns Kvindedaghøjskole (1985-2007). AFUK er nu flyttet til Vesterbro, mens daghøjskolen er lukket. Derudover lå politiskolen på hjørnet af Njalsgade og Artillerivej fra 1944-1996.
Den Københavnske Friskole bekendtgjorde i foråret 2004, at den ville åbne på Islands Brygge, men der var ikke nok elever til at finansiere huslejen. Skolen nåede derfor aldrig at åbne.

## Økonomi og erhverv

### Virksomheder og industri
Islands Brygge var i de næsten 100 år fra etableringen i 1905 til 2000 stærkt præget af industriaktiviteter langs havnen og syd for Sturlasgade. De første to tredjedele af århundredet fungerende svær- og letindustri og senere de nu nedlagte industriers mere eller mindre forladte bygninger.
Den første industri, der blev etableret på Islands Brygge (1888), var "Hærens Værksteder og Rustkammer" på Ny Tøjhusgrunden, herunder en geværfabrik (Hærens Geværfabrik). Senere fulgte anden industri som FDB's pakhuse (1908-1963), H.E. Gosch (tændstikker, 1908-1975), Dansk Sojakagefabrik (soja, kemisk virksomhed, 1909-1991), OTA (havremølle, 1916-?), Horwitz & Kattentid (cigarfabrik, 1917-?), Fiat-fabrikkerne (1930-1946) og Havnemøllen (mølleri, 1940-1990'erne),. Langs havnen lå store kulpladser, der var ejet af Københavns Kul & Koks Kompagni (KKKK, etableret 1909) og senere Dansk Kulcentral, og allerede i 1930 var der protester mod forureningen fra kullene. De mange virksomheder trak hovedsageligt deres arbejdskraft fra beboerne i de mange lejligheder mellem Njalsgade og Sturlasgade.
Fra omkring 1990 til omkring år 2000 var Islands Brygge præget af den nedlagte industri, og den nuværende Havnestad og Islands Brygge syd bestod mest af halv- og heltomme fabriksbygninger, men fra omkring år 2000 skete der en omfattende omdannelse af de gamle industriområder til boliger og nye erhvervslejemål.
De nuværende virksomheder på Islands Brygge er overvejende af mere administrativ karakter som KL's hovedkvarter, HK/Danmarks hovedkvarter, Deloitte, VP Securities og SimCorp og Radisson Hotel på Ny Tøjhusgrunden, designvirksomheden Vipp i Snorresgade, samt LO, Håndværksrådet og Sundhedsstyrelsen i Havnestaden. Derudover ligger der en række mindre virksomheder i pakhusene på Njalsgade (se andet afsnit) og i kontorejendommen på Islands Brygge 43 herunder Unicons hovedkvarter og Dansk Ejendomsmæglerforening. Københavns Hestedrosche har ligeledes til huse i Islands Brygge Nord. Endvidere har Københavns Kommune to store administrationsejendomme i Njalsgade 13 og Islands Brygge 37, hvor kommunens Teknik- og Miljøforvaltning blev samlet i 2010.

#### Pakhusene på Njalsgade
Pakhusene på Njalsgade huser en række musikproducenter og lydstudier. Bl.a. har produceren Cutfather, som har produceret for bl.a. Kylie Minogue, til huse her. Derudover har en række arkitekter, reklamebureauer, kunstnere og andre til huse i pakhusene. Den fremtidige skæbne for lejerne i pakhusene har været til diskussion. Bl.a. har der været planer om at smide dem alle ud og indrette boliger. Derudover planer om at nedrive to af de mindre pakhuse, indrette hotel i et af de andre mindre pakhuse og bygge en ny bygning på parkeringspladsen mellem pakhusene.

### Indkøb og shopping
Njalsgade og gaderne lige nord og syd for har ifølge Københavns Kommunes definition status af et bydelscenter, mens Axel Heides gade i Havnestaden har status af et lokalt centerområde. I Njalsgadeområdet ligger en række butikker bl.a. SuperBrugsen, Danske Bank, et apotek, et posthus og Tiger (den oprindelige) samt en række andre forretninger, kiosker, bagerier og cafeer. På trods af status som lokalt centerområder ligger der i Axel Heides gade kun en Netto, men det var fra kommunens side tænkt, at der skulle have ligget en række butikker her. En forklaring er, at det for byudviklerne på byggetidspunktet bedre kunne betale sig at bygge boliger end erhverv, og at kommunen ikke havde stillet krav om, at der skulle være en vis procentdel erhverv.
I den sydlige ende af Islands Brygge lå indtil 2009 en REMA 1000 og thansen.dk. Lokalplanen tilsiger imidlertid, at der i Havnestad Syd bl.a. i A-Huset skal udlægges erhverv, hvilket forventes at tilføre området ti nye butikker , og i 2009 åbnede den første butik i A-huset, en Irma.

### Boligpriserne
Som alle andre steder i Danmark har boligpriserne udviklet sig markant på Islands Brygge siden midten af 1990'erne. Prisstigningen på Islands Brygge til midten af 2000'erne har dog været kraftigere end i København generelt, mens Islands Brygge har gennemgået en transformation fra nedslidt arbejderkvarter til moderne boligområde med grønne områder. En udvikling der kan sammenlignes med den udvikling som byfornyelsesprojektet skabte for Vesterbro.

### Kendte personer fra Islands Brygge
Følgende kendte danskere stammer fra Islands Brygge.
- Erik Bagger – Dansk designer af bl.a. sølvtøj
- Mikkel Kessler – Dansk verdensmester i boksning
- Linse Kessler – Mikkel Kesslers søster, reality tv-deltager
- Tage Lyneborg – Arkitekt
- Ulla Pia – Sangerinde, sang bl.a. Flower Power Tøj i 1960'erne
- Natasja – Rapper fra slut 1990'erne til 2000'erne. Død på Jamaica 2007.
- Jan Priiskorn Schmidt – Skuespiller, var bl.a. med i Flemming og Kvik (1960) og Slå først, Frede (1965)
- Frede Fup alias Frede Norbrink sanger/sangskriver.
- Michael Jakobsen – Fodboldspiller, FC København.